# Kazuma Watanabe
Kazuma Watanabe, född 10 augusti 1986 i Nagasaki prefektur, Japan, är en japansk fotbollsspelare som sedan 2015 spelar i Vissel Kobe.